# Cibory (powiat piski)
Cibory (niem. Czyborren, 1938–1945 Steinen) – wieś w Polsce położona w województwie warmińsko-mazurskim, w powiecie piskim, w gminie Biała Piska.
W latach 1975–1998 miejscowość administracyjnie należała do województwa suwalskiego.
Wieś powstała w ramach kolonizacji Wielkiej Puszczy. Wcześniej był to obszar Galindii. Wieś ziemiańska, dobra służebne w posiadaniu drobnego rycerstwa (tak zwani wolni, ziemianie w język staropolskim), z obowiązkiem służby rycerskiej (zbrojnej). W XV i XVI w. wieś wymieniana w dokumentach pod nazwami: Cziborn, Cziboren, Byczek, Bicko, Bicken, Steinen.
Osada powstała przed wojną trzynastoletnią (1454-1466). Wieś służebna lokowana przez komtura Zygfryda Flacha von Schwartzburga w 1471 r., na 35 łanach na prawie magdeburskim, z obowiązkiem trzech służb zbrojnych. Przywilej na dobra leżące między Gurkami a granicą z Mazowszem otrzymali bracia Ciborowczycy (Marcin, Jakub, Maciej) oraz inny Jakub, inny Maciej oraz Jan. W ramach tych dóbr później powstał niewielki majątek liczący 4 łany, nazywany Byczek (Bicko, Bicken), prawdopodobnie przed 1480 r. W wieku XVII jako samodzielny majątek już nie funkcjonował.